# Serinska proteaza-2
Serinska proteaza-2 (EC 3.4.21.104, MASP-2, MASP2, MBP-asocirana serinska proteaza-2, manozno-vezujuća proteaza-2 asocirana sa lektinom, p100, manan-vezujuća lektin-asocirana serin peptidaza 2) je enzim. Ovaj enzim katalizuje sledeću hemijsku reakciju
Selektivno razlaganje iza Arg223 u komplementnoj komponenti C2 (-Ser-Leu-Gly-Arg-Lys-Ile-GlnIle) i iza Arg76 u komplementnoj komponenti C4 (-Gly-Leu-Gln-Arg-Ala-Leu-Glu-Ile)
Ovaj manan-vezujući lektin (MBL) prepoznaje obrsce neutralnih ugljenih hidrata.

## Literatura
- Nicholas C. Price; Lewis Stevens (1999). Fundamentals of Enzymology: The Cell and Molecular Biology of Catalytic Proteins (Third изд.). USA: Oxford University Press. ISBN 019850229X.
- Eric J. Toone (2006). Advances in Enzymology and Related Areas of Molecular Biology, Protein Evolution (Volume 75 изд.). Wiley-Interscience. ISBN 0471205036.
- Branden C; Tooze J. Introduction to Protein Structure. New York, NY: Garland Publishing. ISBN 0-8153-2305-0.
- Irwin H. Segel. Enzyme Kinetics: Behavior and Analysis of Rapid Equilibrium and Steady-State Enzyme Systems (Book 44 изд.). Wiley Classics Library. ISBN 0471303097.

## Spoljašnje veze
- Mannan-binding+lectin-associated+serine+protease-2 на 